# Cantone di Les Monts du Livradois
Il Cantone di Les Monts du Livradois è una divisione amministrativa dell'Arrondissement di Ambert, dell'Arrondissement di Thiers e dell'Arrondissement di Clermont-Ferrand.
È stato costituito a seguito della riforma approvata con decreto del 21 febbraio 2014, che ha avuto attuazione dopo le elezioni dipartimentali del 2015.

## Composizione
Comprende i seguenti trentotto comuni:
- Aix-la-Fayette
- Aubusson-d'Auvergne
- Augerolles
- Auzelles
- Bertignat
- Brousse
- Le Brugeron
- Ceilloux
- Chambon-sur-Dolore
- La Chapelle-Agnon
- Condat-lès-Montboissier
- Courpière
- Cunlhat
- Domaize
- Échandelys
- Fayet-Ronaye
- Fournols
- Grandval
- Marat
- Le Monestier
- Néronde-sur-Dore
- Olmet
- Olliergues
- La Renaudie
- Saint-Amant-Roche-Savine
- Saint-Bonnet-le-Bourg
- Saint-Bonnet-le-Chastel
- Saint-Éloy-la-Glacière
- Saint-Flour
- Saint-Germain-l'Herm
- Saint-Gervais-sous-Meymont
- Saint-Pierre-la-Bourlhonne
- Sainte-Catherine
- Sauviat
- Sermentizon
- Tours-sur-Meymont
- Vertolaye
- Vollore-Ville